# Гай Маріпоса

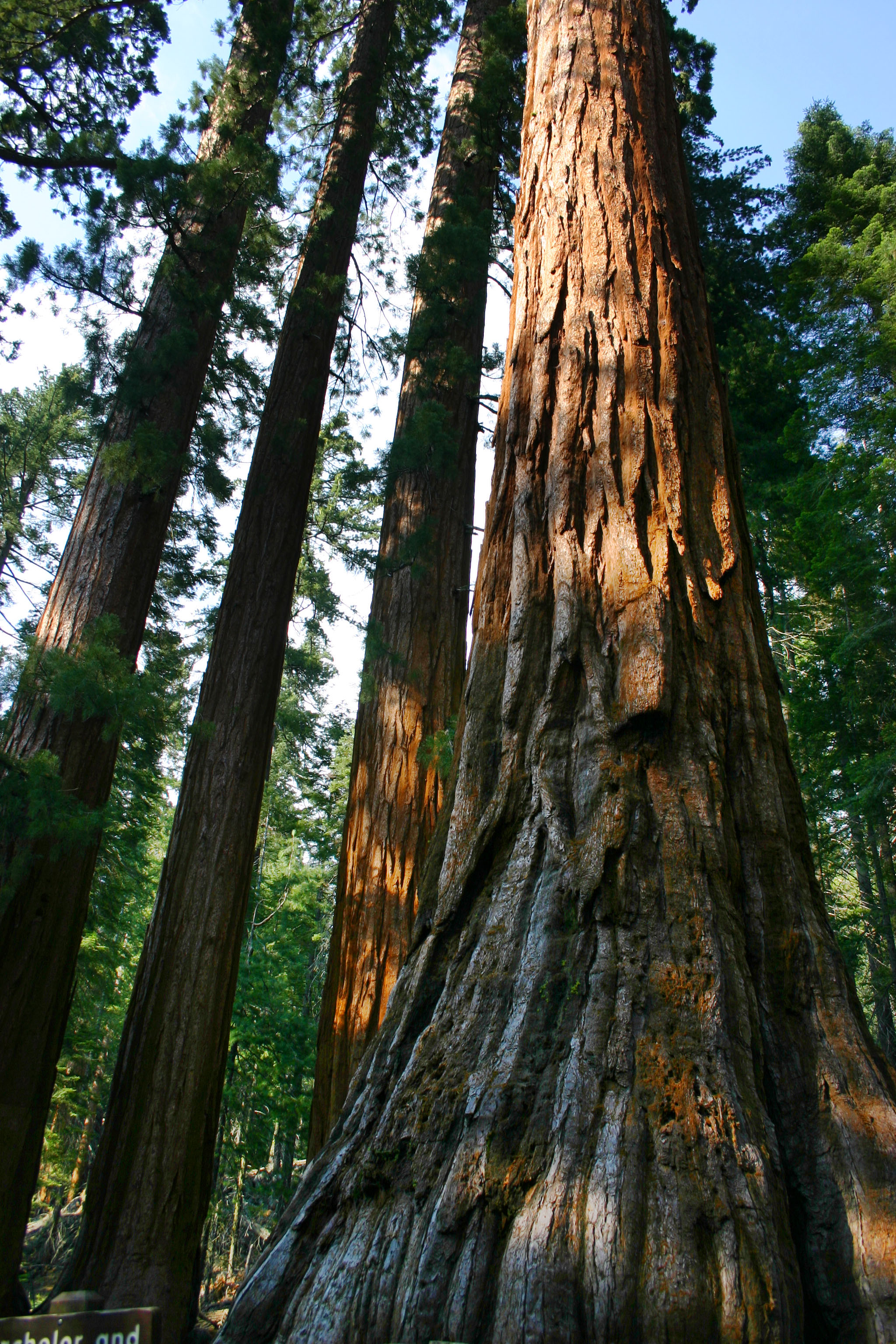
Група гігантських секвой в гаю Маріпоса.

37°30′50″ пн. ш. 119°35′54″ зх. д. / 37.513889° пн. ш. 119.598333° зх. д.
Гай Маріпоса (англ. Mariposa Grove) — гай секвоядендронів (гігантських секвой) розташований біля селища Вавовна (Каліфорнія) в південній частині Національного парку Йосеміті, у точці з координатами 37°31′ пн. ш. 119°36′ зх. д. / 37.517° пн. ш. 119.600° зх. д.. Це найбільший гай гігантських секвой в парку, з кількома сотнями зрілих екземплярів цього дерева. Два з них входять до п'ятдесяти найбільших дерев у світі. Гай був відкритий Галеном Кларком і Мілтоном Манном в 1857 році. Вони назвали гай за назвою адміністративного округа Маріпоса, де розташовується гай.